# György Lajos (irodalomtörténész)
György Lajos  (álnevei: Magyar Tamás, Vásárhelyi Gergely) (Marosvásárhely, 1890. április 3. – Kolozsvár, 1950. december 31.) magyar irodalomtörténész, bibliográfus, szerkesztő, a Magyar Tudományos Akadémia rendes tagja.

## Életpályája
Tanulmányait Csíkszeredában kezdte, középiskolai és egyetemi fokon Kolozsvárott végezte, ahol bölcsészeti doktorátust is szerzett. Előbb a budapesti gyakorló gimnáziumban, aztán két évig a mezőkövesdi katolikus gimnáziumban helyettes tanár. 1916-tól a kolozsvári Marianum tanára, később igazgatója. 1920 és 1923 között a Marianum mellett működő koedukációs polgári iskolai tanárképző főiskola tanára és igazgatója. 1927-ben külföldi tanulmányutat tesz, másfél esztendőt tölt Németországban, ahol irodalomtörténeti kutatások mellett a kisebbségi életforma művelődési feladatainak és a főiskolás ifjúság nevelésének tanulmányozásával foglalkozik. Hazatérte után 1928 novemberétől a katolikus, református és unitárius egyházi hatóságok megbízzák a kolozsvári magyar egyetemi hallgatók tanulmányi ügyének igazgatásával. A piarista Lyceum-könyvtár igazgatójaként szervezte meg az egyetemi hallgatók szemináriumát és kézikönyvtárát.
Az Erdélyi Múzeum-Egyesület titkára (1931–40), majd a Bölcsészet-, Nyelv- és Történettudományi Szakosztály elnöke (1940–47), 1931-től a budapesti tudományegyetem bölcsészeti karán magántanár, 1940-től 1947 tavaszáig a kolozsvári magyar egyetem nyilvános rendes tanára és prorektora. Több erdélyi és magyarországi irodalmi társaságban tevékenykedett; 1931-ben a Magyar Tudományos Akadémia levelező tagjává, 1942-ben rendes tagjává választotta. Az Erdélyi római katolikus egyházmegye egyik világi vezetője haláláig, az Egyházmegyei Tanács (Státus) igazgató tanácsosa, az Erdélyi Katolikus Akadémia főtitkára és az Erdélyi Római Katolikus Népszövetség alelnöke.
Szerkesztette a Pásztortüzet (1924–28), a Pásztortűz Könyvtár és az Erdélyi Klasszikus Regények sorozatát, az Erdélyi Irodalmi Szemle (1926–29), az Erdélyi Iskola (1933–44) folyóiratokat, az Erdélyi Katolikus Akadémia Felolvasásait (1929–1933) és az Erdélyi Múzeum-Egyesület kiadványait: az Erdélyi Tudományos Füzetek-sorozat 1–120. számát (1926–40). Az Erdélyi Múzeum folyóiratot életre keltette és szerkesztette (1930–40), az Erdélyi Múzeum-Egyesület (EME) vándorgyűléseinek emlékkönyveit (1931–40) is összeállította.
1940-ben Corvin-koszorú kitüntetést kapott.

## Munkássága

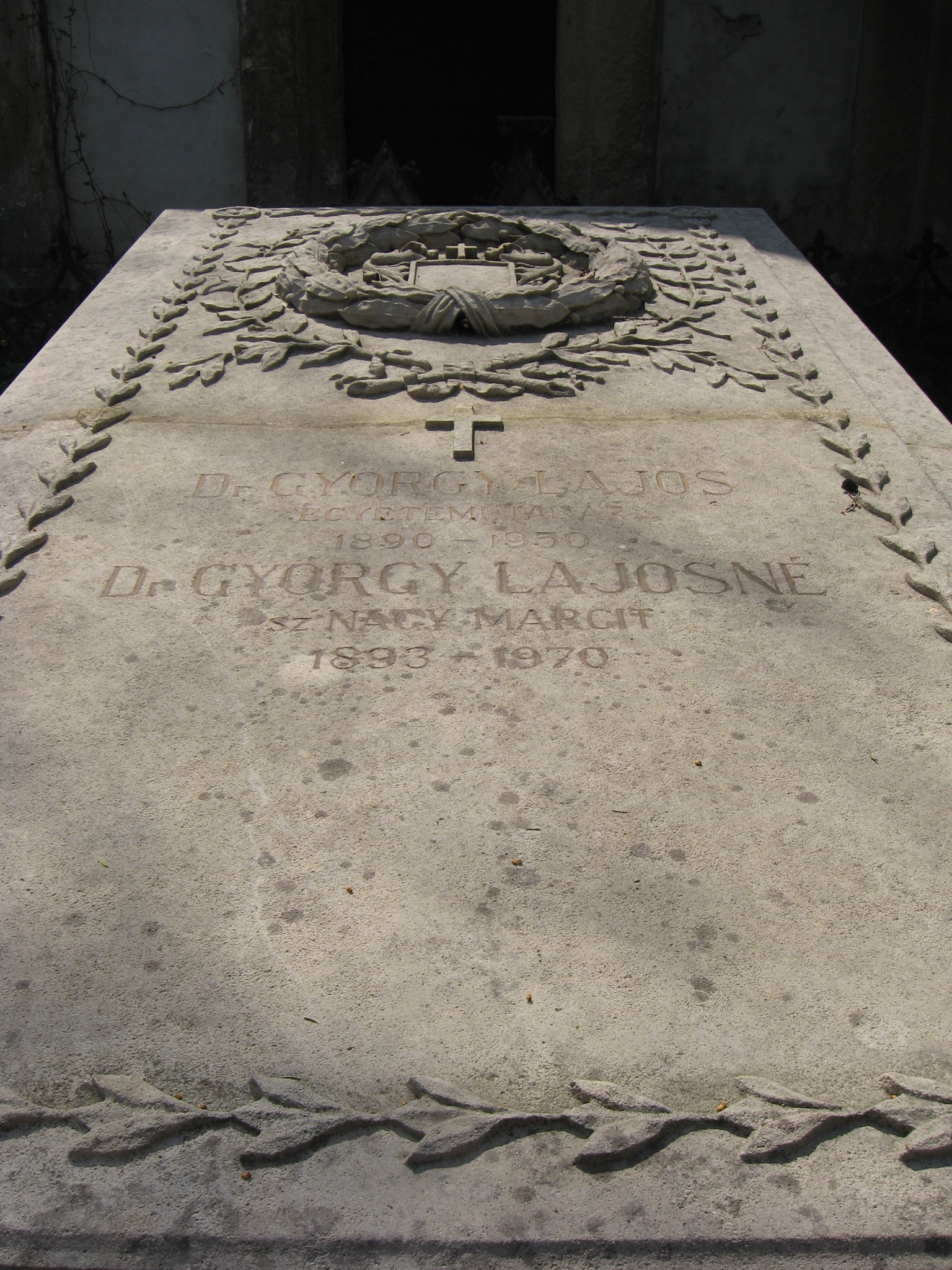
Sírja a Házsongárdi temetőben.

A romániai magyar irodalmi és tudományos élet buzgó munkása, majd egyik irányítója és szervezője volt a két világháború között: önálló kiadványként megjelent filológiai vonatkozású munkáinak száma megközelíti a félszázat. Nagyszámú irodalom- és művelődéstörténeti érdekű cikkei 1911-től 1948-ig saját lapjain kívül főleg a budapesti Egyetemes Philologiai Közlöny, Irodalomtörténeti Közlemények, Irodalomtörténet, Ethnographia, Magyar Nyelv, Budapesti Szemle, illetve a Romániai Ellenzék, Erdélyi Lapok, Magyar Nép, A Hírnök, Katholikus Szemle, Egyház és Élet, a négynyelvű Cultura, a brassói Klingsor, a genfi Revue des Études Hongroises és a berlini Ungarische Jahrbücher hasábjain láttak napvilágot.
A pozitivista, filológiai aprómunkára alapozó irodalomtörténeti iskola neveltjeként egy emberöltőn keresztül kutatta a magyar és nemzetközi anekdotakincs történetét és kapcsolatait. Eredményesnek bizonyult filológiai nyomozást folytatott a magyar anekdoták több évszázados útja és fejlődése után, kimutatva nyugat-európai és távol-keleti forrásaikat. Ma is haszonnal forgatható többek közt: Andrád Sámuel elmés és mulatságos anekdotái (Kolozsvár 1929), Eulenspiegel magyar nyomai (Kolozsvár 1932), Kónyi János Demokritusa (Budapest 1932), Magyar anekdotáink Naszreddin-kapcsolatai (Budapest 1932). Foglalkozott Jókai és Mikszáth anekdotáinak eredetével: Tárgytörténeti jegyzetek Mikszáth anekdotáihoz (Budapest 1933), A magyar nábob (Budapest 1934). Kétszázötven vándoranekdota útját követte a 15. század végétől a 20. századig A magyar anekdota története és egyetemes kapcsolatai című monográfiájában (Budapest 1934), mely ez irányú munkásságának záróköve. „Egy tekintélyes sor kitűnő részlettanulmány után György Lajos összefoglaló műben megírta a magyar adoma történetét. Rokon természetű kutatások példájára a legszigorúbb filológiai módszerrel, a külföldi irodalom legszélesebb ismeretével, felhasználva kevésszámú elődjének munkásságát, vagy húszezer adoma közül kiválaszt kétszázötven példát, s rajtuk kimutatja a magyar anekdota származását, világirodalmi rokonságát és vándorlását századokon, nemzeteken keresztül. Így irodalomtörténetünkben külön helyet biztosít az eddigelé bizony mostoha elbánásban részesült kis műfajnak… Könyvének igazi becsét a nyomában következő kutatások fogják megmutatni, melyeknek mind belőle kell kiindulniuk” – írja Tolnai Vilmos 1935-ben. Világjáró anekdoták című kétszázötven vidám történetet tartalmazó mulattató könyvét (Budapest 1938, 1942) a nagyközönségnek szánta. Ez Tóth Béla hasonló korábbi kiadványa mellett a legnépszerűbb és legigényesebben összeállított ilyen jellegű gyűjtemény.
Ugyancsak már pályakezdésétől foglalkozott a magyar regény kialakulásának vizsgálatával. Ilyen jellegű önálló kiadványai: Egy fejezet regényirodalmunk történetéből (lovagregények, kísérteti történetek, Budapest 1913); Octavianus (forrástanulmány, Budapest 1914); A magyar regény múltjából (Kolozsvár 1922); A Genovéva-legenda és népkönyv története (Budapest 1929); A százesztendős „Abafi” előzményei (Kolozsvár 1936). Úttörő jellegű munkásságának félezer oldalas szintézise, egyben főműve, A magyar regény előzményei (Budapest 1941) máig a témakör legteljesebb összefoglalásának számít. „A magyar regényről szellemes tanulmányokat, sőt monográfiákat is olvastunk, s most mégis meghökkenve forgatjuk György Lajos hasznos könyvét […] A XIX. század magyar lendületéről még mindig romantikusan gondolkodunk, nemcsak Petőfiről, de sok minden jelenségről hisszük, hogy »üstökösként« tűnt fel egünkön. György Lajos adatai a magyar regény előképéről, a »románról« mutatják ki, hogyan készítette elő e műfaj nemcsak a regényolvasás igényét, hanem az ahhoz szükséges irodalmi ízlést is. 1730-tól 1840-ig 385 »román« megjelenéséről tud, közli a művek teljes címét, eredetijének vagy forrásainak címét, rövid tartalmi ismertetését s irodalmából is mindazt, ami születésére fényt vethet […] Szempontjaival nem mindig ért egyet az olvasó, de e mű nem vitára ingerel, hanem hálára késztet és tanulásra indít” – írja Bóka László 1941-ben.
A kolozsvári összehasonlító irodalomtörténeti iskola utolsó nagy képviselője. Alapvető dolgozataiban tisztázta az egyetemes és magyar irodalom kapcsolatait, közülük kiemelkedik a Magyar elemek a világirodalomban (Kolozsvár 1924) és A magyar és az orosz irodalom kapcsolatai (Kolozsvár 1946).
A régebbi magyar irodalom kutatása mellett több önálló irodalomtörténeti tanulmányában a felvilágosodás és a 19. század íróival is foglalkozott. Jellegzetes ilyen tárgyú kiadványai: Szép Magelona – (1676; szövegkiadás bevezető tanulmánnyal, Kolozsvár, 1911); Kónyi és D'Aulnoy (forrástanulmány, Kolozsvár 1911); Két dialógus régi magyar irodalmunkban (Kolozsvár 1928); Egy állítólagos Pancsatranta-származék irodalmunkban (Kolozsvár 1929); Egy középkori Sibylla-vers régi magyar irodalmunkban (Pécs 1929); A francia hellénizmus hullámai az erdélyi magyar szellemi életben (Kolozsvár 1930); A kordaviselők legrégibb magyar nyelvű rendtartása – 1660 (Kolozsvár 1934); Valkai András, egy kalotaszegi énekszerző a XVI. században (Kolozsvár 1947).
A szerveződő romániai magyar irodalom és sajtó első bibliográfusa volt. A romániai magyar időszaki sajtó öt esztendeje 1919–1923 (Kolozsvár 1924), Az erdélyi magyar irodalom bibliográfiája 1919–1924 (Kolozsvár 1925) és Az erdélyi magyar irodalom, bibliográfiája, 1925. év (Erdélyi Tudományos Füzetek 7, Kolozsvár 1925) című összeállításai megbízhatók, ma is jól használhatók.
Számon tartotta az erdélyi tudományos és művelődési élet eseményeit, intézményeit, múltját és munkásait is. E vonatkozásban kiemelkedő munkái: Az erdélyi magyarság szellemi élete (Budapest 1926); ugyanaz franciául (Párizs 1928) és németül (Segesvár 1930); Az „Erdélyi Múzeum” története 1874–1937 (Kolozsvár 1939); Az „Erdélyi Múzeum” ötven esztendeje (Budapest 1940); Erdély könyvtár- és levéltárügye (Pécs 1941); Az erdélyi könyvtárügy és a Kolozsvári Egyetemi Könyvtár (Budapest 1942); A Benigni-könyvtár (Kolozsvár 1943). Megemlékezéseket, életrajzokat írt a két világháború közötti erdélyi tudományosság nagy halottairól, így Balogh Endre, Gyalui Farkas, Borbély István, Bitay Árpád, Rajka László, valamint a múlt századi jeles nyelvész, Bálint Gábor tevékenységét ismertette.
Gonddal szerkesztett Stilisztika és Magyar irodalmi olvasókönyv (Kolozsvár 1922), majd Irodalmi olvasókönyv (Kolozsvár 1924) c. tankönyveit évtizedekig használták a romániai magyar középiskolákban.
Vallásos szemlélete bizonyos fokig korlátozta tudományos ténykedését. Például Hermányi Dienes József Nagyenyedi Democritus című munkájának a nagyközönséghez szóló kiadásából (Kolozsvár 1943) kihagyta az antiklerikális és az arisztokráciára rossz fényt vető anekdotákat. Kéziratos hagyatékában maradt a magyar írókról szóló, ezer anekdotát tartalmazó gyűjteménye, sajtóra kész állapotban, bevezető tanulmánnyal ellátva.
Műveinek 109 tételből álló – nem teljes – jegyzéke a kolozsvári egyetem 1940–41. tanévi működéséről szóló beszámoló (Kolozsvár, 1944) mellékletében szerepel.

## Művei
- A magyar regény előzményei. A Magyar Tudományos Akadémia Könyvkiadó Vállalata. Új folyam. Magyar Tudományos Akadémia (Budapest, 1941)
- Az anekdota : A magyar regény előzményei. (Szerk.) Tanulmányok. Kriterion könyvkiadó, (Bukarest, 1988)
- A kolozsvári római katolikus Lyceum-könyvtár története 1579-1948. Argumentum Kiadó (Budapest, 1994)